# 海岫線
海岫線（かいしゅうせん）は中華人民共和国の鉄道路線。遼寧省瀋大線海城駅より岫岩満族自治県岫岩駅までの91.6キロメートル（改修後90.3km）を結ぶ鉄道路線である。旅客、貨物ともに取り扱っている。1991年3月全線開通。岫岩 - 荘河間（岫荘線）工事が201年に起工したが、海岫線は運行が50km/hでしか運行できない路線の為、2017年海岫地方鉄路公司から中国鉄道瀋陽局集団有限公司に譲渡され、2019年に改修工事が完了し、同年9月28日岫荘線が開通し岫岩駅で接続された。

## 駅名一覧
路線改修前　海城 - 三里 - 東陵村 - 范馬峪 - 析木 - 達道峪 - 孤山鎮 - 小偏嶺 - 王家堡 - 四道河 - 岫岩
- 線内駅はすべて4等駅

路線改修後　海城 -偏嶺鎮（2019年9月28日開業) - 岫岩